# Робакидзе, Георгий
Гео́ргий Робаки́дзе (груз. გიორგი რობაქიძე; 30 июня 2005) — грузинский футболист, полузащитник одесского «Черноморца».

## Клубная карьера
Воспитанник тбилисской академии «Динамо». В начале января 2023 года присоединился к резервной команде «Колхети-1913». В футболке потийского клуба дебютировал 28 февраля 2023 года в победном (2:0) выездном поединке 1-го тура Лиги Эровнули 2 против «ВИТ Джорджии». Георгий вышел на поле на 90+5-й минуте вместо Валерия Ольхового. В сезоне 2023 выходил на поле в 6-ти поединках, во всех случаях — со скамейки запасных на последние минуты поединков.
В начале января 2024 года свободным агентом перешёл в «ВИТ Джорджию». В футболке столичного клуба дебютировал 5 марта 2024 года в победном (3:1) домашнем поединке 1-го тура Лиги Эровнули 2 против «Колхети» (Хобби). Георгий вышел на поле на 73-й минуте вместо Луки Толордавы, а на 90+3-й минуте отличился первым голом за «ВИТ Джорджию». В сезоне 2024 провел 34 матча (2 гола) в Лиге Эровнули 2 и 1 поединок в кубке Грузии.
В начале февраля 2025 года прибыл на просмотр в «Черноморец», по результатам которого в конце февраля того же года юный грузин подписал контракт с клубом. В футболке одесского клуба дебютировал 21 февраля 2025 года в победном (2:1) выездном поединке 18-го тура Премьер-лиги Украины против ковалёвского «Колоса». Георгий вышел на поле на 70-й минуте вместо Виталия Ермакова.

## Карьера в сборной
Вызывался в юношескую сборной Грузии (U-17), в футболке которой дебютировал 7 февраля 2022 года в проигранном (0:3) товарищеском выездном поединке против Израиля. Робакидзе вышел на поле на 41-й минуте вместо Гиви Хачидзе. В 2022 году выходил на поле в 11 поединках юношеской сборной Грузии (U-17).